# ドラゴンクエストモンスターズ
ドラゴンクエストモンスターズ（DRAGON QUEST MONSTERS）は、スクウェア・エニックス（旧・エニックス）から発売されているRPGのシリーズ作品。『ドラゴンクエストシリーズ』の派生作品。

## 概要
略称は「DQM」。開発はナンバリング作品を制作していたトーセが担当しており、3DSリメイクとDQMJ3のみスクウェア・エニックスが担当している。
ゲーム中に登場するさまざまなモンスターを主人公の仲間にして育成しながら冒険を進めるロールプレイングゲームである。モンスターを仲間にするシステムは『ドラゴンクエストIV 導かれし者たち』のホイミンが初出で、『ドラゴンクエストV 天空の花嫁』から本格的に始まったが、本シリーズはそれをメインとしたゲームである。後に『スライムもりもりドラゴンクエスト』などの各種派生作品を生むことになる。また、ウェブサイトとアプリを連携させた携帯電話コンテンツもある。

## ゲームシステム
主人公となっているキャラクターは戦闘に直接参加せず、基本的に仲間にしたモンスターが戦いの中心となる。『ジョーカー2P』まで、直接戦闘に参加できるモンスターのパーティは敵味方互いに3体までとなっている（残りは控えの交代制で参加。『テリー3D』以降は4体に増加）。
一度ストーリーをクリアした後もモンスター図鑑を完成させることなど、それまでの物語を追っていくドラゴンクエストとは別に目的が置かれていた。通信機能を利用して他のプレイヤーと対戦したり、他のプレイヤーが育てたモンスターと自分のモンスターを「おみあい」させて子供を作ることもできるようになっている。

## シリーズ一覧
| 1998 | テリーのワンダーランド                       |
| 1999 |                                              |
| 2000 |                                              |
| 2001 | 2 マルタのふしぎな鍵 ルカの旅立ち/イルの冒険 |
| 2002 |                                              |
| 2003 | キャラバンハート                             |
| 2004 |                                              |
| 2005 |                                              |
| 2006 | ジョーカー                                   |
| 2007 |                                              |
| 2008 |                                              |
| 2009 |                                              |
| 2010 | ジョーカー2                                  |
| 2011 |                                              |
| 2012 |                                              |
| 2013 |                                              |
| 2014 |                                              |
| 2015 |                                              |
| 2016 | ジョーカー3                                  |
| 2017 |                                              |
| 2018 |                                              |
| 2019 |                                              |
| 2020 |                                              |
| 2021 |                                              |
| 2022 |                                              |
| 2023 | 3 魔族の王子とエルフの旅                     |

### メインシリーズ
ドラゴンクエストモンスターズ テリーのワンダーランド
- 『ドラゴンクエストモンスターズ テリーのワンダーランド』（GB：1998年9月25日）
- 『ドラゴンクエストモンスターズ テリーのワンダーランド3D』（3DS：2012年5月30日）
  - GB版のリメイク。ジョーカーシリーズからスカウトアタックやシンボルエンカウント、控えモンスターのシステムが逆輸入された。他の変更点はタイトルページを参照。

- 『ドラゴンクエストモンスターズ テリーのワンダーランドSP』（iOS・Android：2018年11月7日）
- 『ドラゴンクエストモンスターズ テリーのワンダーランド RETRO』（Switch・iOS・Android：2019年9月17日）
  - GB版の移植。歩行速度上昇モードが加わった。

ドラゴンクエストモンスターズ2 マルタのふしぎな鍵
ルカの旅立ち版とイルの冒険版では主人公や出現モンスター等が異なる。
- 『ドラゴンクエストモンスターズ2 マルタのふしぎな鍵 ルカの旅立ち』（GB：2001年3月9日）
- 『ドラゴンクエストモンスターズ2 マルタのふしぎな鍵 イルの冒険』（GB：2001年4月12日）
- 『ドラゴンクエストモンスターズ2 イルとルカの不思議なふしぎな鍵』（3DS：2014年2月6日）
  - GB版のリメイク。『テリーのワンダーランド3D』同様、ジョーカーシリーズからシステムが逆輸入されている。他の変更点はタイトルページを参照

- 『ドラゴンクエストモンスターズ2 イルとルカの不思議な鍵SP』（iOS・Android：2020年8月6日）

ドラゴンクエストモンスターズ3 魔族の王子とエルフの旅
- 『ドラゴンクエストモンスターズ3 魔族の王子とエルフの旅』（Switch：2023年12月1日）

複数収録
- 『ドラゴンクエストモンスターズ1・2 星降りの勇者と牧場の仲間たち』（PS：2002年5月30日）
  - GB版『テリーのワンダーランド』『マルタのふしぎな鍵』の2作をリメイクし収録。

### ジョーカーシリーズ
ドラゴンクエストモンスターズ ジョーカー
- 『ドラゴンクエストモンスターズ ジョーカー』（DS：2006年12月28日）

ドラゴンクエストモンスターズ ジョーカー2
- 『ドラゴンクエストモンスターズ ジョーカー2』（DS：2010年4月28日）
- 『ドラゴンクエストモンスターズ ジョーカー2 プロフェッショナル』（DS：2011年3月31日）

ドラゴンクエストモンスターズ ジョーカー3
- 『ドラゴンクエストモンスターズ ジョーカー3』（3DS：2016年3月24日）
- 『ドラゴンクエストモンスターズ ジョーカー3 プロフェッショナル』（3DS：2017年2月9日）

### その他
- 『ドラゴンクエストモンスターズ キャラバンハート』（GBA：2003年3月29日）

### 携帯アプリ

#### ドラゴンクエストモンスターズi/S/EZ
各機種対応の携帯電話コンテンツ。
- ドラゴンクエストモンスターズi（iアプリ） - 2002年1月28日配信開始
- ドラゴンクエストモンスターズS[注釈 1]（S!アプリ） - 2002年6月12日配信開始
- ドラゴンクエストモンスターズEZ[注釈 2]（EZアプリ） - 2003年3月6日配信開始

中心となるウェブサイト（街）と、ダウンロードして使用する4つのアプリケーション「牧場アプリ」「森アプリ」「塔アプリ」「闘技場アプリ」から構成される。
ルールが若干異なり、モンスターを「牧場」から旅に出すことによってモンスターを成長させるシステム。ローグライクゲーム形式の「森」や「塔」でアイテムやゴールドを入手する、鍛えたモンスターを市場で売買する、「闘技場」で他のユーザのモンスターと対決させるといったこともできる。また、2005年より、他の2人のユーザのモンスターとパーティを組んでの旅に出すこともできるようになった（当初はiアプリ版のみであったが後にEZ版とS版にも対応）。
iアプリ版とS!アプリ版では、パスワード（「認証キー」と「転送の呪文」）の使用による、プレイステーションソフト『ドラゴンクエストモンスターズ1・2 星降りの勇者と牧場の仲間たち』とのモンスターの受け渡しも可能である。

#### ドラゴンクエストモンスターズMOBILE
携帯電話版ドラゴンクエストモンスターズの新バージョン。
- iアプリ版（FOMA90xシリーズ専用） - 2006年5月22日配信開始
- EZアプリ版 - 2007年4月19日配信開始
- S!アプリ版 - 2007年10月1日配信開始

ダンジョンでの宝探しやモンスターを旅に出す、闘技場での他ユーザのモンスターとの対決など、『i/S/EZ』のシステムを継承しているが、電話機の性能にあわせてグラフィックが強化されている。「フレンド登録」により、他ユーザとの手紙の交換も可能。
旧バージョン『i/EZ/S』からのモンスターやゴールドの転送を行うことも可能である。モンスターは1ヶ月につき1回可能で、転送元のモンスターは消えない。ゴールドは計1回のみ転送可能で、転送元のゴールドは転送した分減少する。

#### ドラゴンクエストモンスターズWANTED!
携帯電話向けの完全新作。一部アイテム課金。
2013年9月1日より、月額利用料金が不要となった。
- フィーチャーフォン版
  - iアプリ版（FOMA903iシリーズ以降） - 2010年11月24日配信開始
  - EZアプリ版 - 2011年7月28日配信開始
- スマートフォン版
  - Android版 - 2011年12月1日配信開始。2013年4月19日よりGoogle Playに対応したことで、ほとんどのAndroid対応機種に対応できるようになった。
  - iOS版 - 2014年2月20日配信開始。

スマートフォン版はワイド画面に対応し、グラフィックも強化されている。フィーチャーフォン版からのデータを移行させることも可能。
『MOBILE』と本作のグラフィックと図鑑は『モンスターズ1・2』をベースにしている。
ジョーカーシリーズよりも後に出た作品ではあるが、配合方法はジョーカー以前のルールが採用されている。
2017年4月26日にサービスを終了した。

#### ドラゴンクエストモンスターズ スーパーライト
iOS、Android向け作品。一部アイテム課金。開発はCygames。
2014年1月23日配信開始、2月17日には300万ダウンロードを突破した。
2024年1月31日にサービスを終了した。
翌日2月1日にオフライン版にアップデートされた。